# Deacon Hill (Coronation Island)
Deacon Hill (in Argentinien Cerro Diácono) ist ein auffälliger, eisbedeckter Gipfel auf Coronation Island, einer der Südlichen Orkneyinseln. Der 330 m hohe Gipfel liegt zwischen Bridger Bay und Norway Bight im Westen der Insel.
Deacon Hill wurde erstmals 1821 von Kapitän Nathaniel Palmer und Kapitän George Powell (1794–1824) auf ihrer gemeinsamen Reise gesichtet. Seine ungefähre Position wurde auf Powells Karte verzeichnet, die 1822 veröffentlicht wurde. 1933 wurde Deacon Hill von der Besatzung der Discovery II erneut kartographisch erfasst, die ihn nach George Edward Raven Deacon (1906–1984), einem Mitglied des hydrologischen Stabs des Discovery-Komitees, benannte.